# هاري ريدموند (لاعب كرة قدم)
هاري ريدموند (بالإنجليزية: Harry Redmond)‏ هو لاعب كرة قدم بريطاني في مركزي الدفاع، ولد في 24 مارس 1933 في مانشستر في المملكة المتحدة، وتوفي في 1985. لعب مع كريستال بالاس ونادي ميلوول.